# Пол Лукас
Пол Лукас  (енгл. Paul Lukas) био је глумац аустријско-мађарског порекла рођен 26. маја 1894. у Будимпешти (Мађарска), а преминуо 15. августа 1971. године у Тангеру (Мароко).

## Филмографија
| Улоге Пола Лукаса |                                |               |                       |          |
| Година            | Српски назив                   | Изворни назив | Улога                 | Напомена |
| 1938.             | Госпођа која нестаје           |               | доктор Харц           |          |
| 1943.             | Стража на Рајни                |               | Курт Милер            |          |
| 1954.             | Двадесет хиљада миља под морем |               | професор Пјер Аронакс |          |